# Václav Fišera
Václav A. Fišera (7. února 1837 Sovětice – 8. května 1909 Barchůvek) byl rakouský statkář a politik české národnosti, v 2. polovině 19. století poslanec Říšské rady.

## Biografie
Studoval na gymnáziu v Hradci Králové a na vyšší hospodářské škole v Libverdě. Působil jako správce na statcích hraběte Harracha. Byl též učitelem a ředitelem na rolnické škole ve Stěžerech, kde fungovala první česká rolnická škola. Zastával funkci hospodářského ředitele v Konárovicích, kde byl po několik let i obecním starostou. Od roku 1880 hospodařil na vlastním velkostatku Barchůvek. Byl členem mnoha hospodářských a průmyslových spolků a organizací. Díky jeho přičinění byla v Novém Bydžově otevřena zimní hospodářská škola coby první český vzdělávací ústav tohoto typu.
Byl veřejně a politicky činný. Působil jako delegát a člen výboru zemské zemědělské rady. V zemských volbách roku 1883 se stal poslancem Českého zemského sněmu. Reprezentoval velkostatkářskou kurii, nesvěřenecké velkostatky. Mandát zde obhájil ve volbách v roce 1889 a volbách roku 1895. Zastupoval Stranu konzervativního velkostatku, která byla federalisticky orientována a podporovala české státoprávní aspirace.
Zasedal taky jako poslanec Říšské rady (celostátního parlamentu Předlitavska), kam nastoupil doplňovacích volbách roku 1885 za kurii venkovských obcí v Čechách, obvod Hradec Králové, Jaroměř atd. Slib složil 23. ledna 1885. Mandát zde obhájil ve volbách roku 1885. Ve volebním období 1879–1885 se uvádí jako Wenzel Fišera, statkář, bytem Barchůvek.
Po volbách v roce 1885 se na Říšské radě připojil k Českému klubu (jednotné parlamentní zastoupení, do kterého se sdružili staročeši, mladočeši, česká konzervativní šlechta a moravští národní poslanci).
Zemřel v květnu 1909.